# ヌリルミ・ジャスニ
ヌリルミ・ジャスニ（Nurhilmi Jasni、1986年12月17日 - ）は、シンガポールの元サッカー選手。現役時代のポジションはMF。

## 経歴
タンピネス・ローバースFCでプロデビューするものの、出場機会は少なかった。その後、2010年にバレスティア・カルサFCに移籍し、2012年にホウガン・ユナイテッドFCに移籍。2013年4月にはハリマウ・ムダB相手に得点を決め、注目される事となった。